# دهانه آملیا کریک
دهانه آملیا کریک (انگلیسی: Amelia Creek crater) یک ساختار برخوردی و بازماندهٔ فرسوده‌ای از یک دهانه برخوردی است که در پارک ملی داونپُرت قلمروی شمالی استرالیا جای گرفته‌است. این ساختار درونِ لایه‌هایی از سنگ‌های رسوبی و سنگ‌های آتشفشانی دورهٔ پیشین‌زیستی دیرینه که بسیار چین‌خورده و گسلیده شده‌اند قرار گرفته و به همین دلیل تشخیص این ساختار برخوردی فرسوده را بسیار دشوار کرده‌است.